# Religieuse (pâtisserie)
Pour les articles homonymes, voir Religieuse.
La religieuse est une pâtisserie à base de pâte à choux et de crème pâtissière, généralement au chocolat ou au café.

## Historique
La recette semble avoir été créée durant le XIXe siècle.

## Préparation
La recette est la même que pour l'éclair hormis la présentation. La religieuse est composée de deux choux posés l'un sur l'autre, dont le chou supérieur, qui est censé représenter la tête, est deux fois plus petit.
Les choux sont recouverts de fondant du même parfum que la crème pâtissière, et une crème au beurre généralement parfumée au café ou à la vanille permet de tenir la tête.